# Dan Chromec
Dan Chromec (* 1970 Olomouc) je český řidič a místní politik, od roku 2020 zastupitel a od roku 2024 radní Olomouckého kraje, od roku 2022 zastupitel Přerova, člen hnutí SPD.

## Osobní život
Narodil se v roce 1970 v Olomouci. V mládí absolvoval studium na gymnáziu v Přerově, poté studoval na Policejní akademii v Praze. V roce 2018 se uvádí jako řidič, v roce 2020 jako technický pracovník ve zdravotnických službách.
Je ženatý, má dvě děti a dvě vnoučata. Žije v městské části Přerova Přerov I-Město.

## Politické působení
V roce 2018 nebo 2019 vstoupil do hnutí SPD. V komunálních volbách v roce 2018 za hnutí neúspěšně kandidoval na funkci zastupitele Přerova. V krajských volbách v roce 2020 za hnutí kandidoval na 4. místě jeho kandidátky v Olomouckém kraji a byl tak zvolen krajským zastupitelem. Po volbách se stal členem krajského zdravotního výboru. Souběžný kandidoval v senátních volbách, konkrétně v senátním obvodu č. 63 – Přerov. Získal 2 762 hlasů (tj. 7,74 %), skončil na pátém místě a do druhého kola voleb tak nepostoupil.
Ve sněmovních volbách v roce 2021 kandidoval na 3. místě kandidátní listiny SPD v Olomouckém kraji za Radimem Fialou a Pavlem Jelínkem. Získal 1 065 preferenčních hlasů a stal se druhým náhradníkem. V komunálních volbách v roce 2022 byl jako lídr kandidátní listiny SPD zvolen zastupitelem Přerova. K roku 2023 působil jako předseda místní organizace hnutí SPD v Přerově. V krajských volbách v roce 2024 poté kandidoval na 4. místě kandidátní listiny subjektu SPD, Trikolora, PRO a Svobodní a mandát krajského zastupitele obhájil. V říjnu 2024 byl pak zvolen neuvolněným krajským radním.
Ve sněmovních volbách v roce 2025 kandiduje na 3. místě kandidátní listiny SPD v Olomouckém kraji.